# Amyna natalica
Amyna natalica is een vlinder uit de familie spinneruilen (Erebidae). De wetenschappelijke naam is voor het eerst geldig gepubliceerd in 1975 door Pinhey.
De soort komt voor in tropisch Afrika.